# Droga wojewódzka nr 524
Droga wojewódzka nr 524 (DW524) – droga wojewódzka w północnej Polsce w województwie pomorskim przebiegająca przez teren powiatu kwidzyńskiego. Droga ma długość 13 km. Łączy miejscowość Brachlewo z miejscowością Licze.

## Przebieg drogi
Droga rozpoczyna się w miejscowości Brachlewo, gdzie odchodzi od drogi krajowej nr 55. Następnie kieruje się w stronę południowo - wschodnią i po 13 km dociera do miejscowości Licze, gdzie dołącza się do drogi wojewódzkiej nr 521. 

## Miejscowości leżące przy trasie DW524
- Brachlewo
- Dubiel
- Ośno
- Licze